# Carol Blazejowski
Carol Blazejowski, née le 29 septembre 1956 à Elizabeth (New Jersey), est une joueuse américaine de basket-ball.

## Carrière
Avec l'équipe des États-Unis de basket-ball féminin, elle est sacrée championne du monde en 1979.